# Yamaha TW 125
A Yamaha TW 125 egy enduro/offroad motorkerékpár, amit a Yamaha kezdett gyártani az 1980-as évektől. Az azóta csupán minimális módosításokkal gyártott gép egy külön kategóriát (funbike) is képvisel a szokatlanul méretes hátsó gumiból fakadóan. Az amerikai fórumokban olvasható "agricultural bike", "two-wheeled quad" is igen találó besorolás.
Az amerikai piacokon a 200 cm³-es erősebb motorral szerelt változat hódított teret, míg Európában a 125  cm³-es léghűtéses, egyhengeres, négyütemű motorral (12LE/9kW - 12 000 RPM) szerelt változat terjedt el. Japánban is igen nagy kultusza van - TW rajongói klub is alakult - ott 125-200-225 cm³-es motorokkal adják széles skálájú harmadik féltől származó kiegészítőkkel (fém sárvédők, olajhűtés kit, hosszú hátsó villa, különleges formájú üzemanyagtankok, ülések, stb.). A motor erőforrása azonos az XT, illetve Serow néven készült típusokkal, így a legfőbb alkatrészek könnyen beszerezhetők. Teikei/Mikuni karburátor, 5 sebességes olajfürdős váltó, elöl tárcsafékkel, a hátsó keréken dobfékkel szerelve. Szögletes és kerek lámpával került forgalomba. 805mm-es állítható ülésmagasságával kompromisszumképes. A kényelmes nyereg, hosszú rugóút, alacsony szervizigény, 3 literes fogyasztás teszi alkalmassá a mindennapi használatra.
Kedvelt custom alap a kis köbcentis gépek között, a mai café racer áramlatnak is megfelel. Előnye egyben hátránya is, a gyári teljesítménykorlátozás miatt az elnyűhetetlen csendes egyhengeres kissé lomhább társainál. Ezt felismerve egy német cég minden igényt kielégítő kiegészítő csomagokkal, szaktanácsadással látja el a piacot Sebastian Weiß vezetésével, a teljes motor átalakítástól a sport kipufogó rendszereken át a pusztán megjelenésbeli módosításokig.
A motor magyarországi importja megszűnt 2007 körül.

## Külső hivatkozások
- Magyar rajongói oldal